# 前田長定
前田 長定（まえだ ながさだ、? - 天正12年7月3日（1584年8月8日））は、戦国時代の武将。前田城主、下之一色城主。前田対馬守家第2代当主。父は前田種利。通称、与十郎、種定。兄弟に前田長俊、佐久間信盛室、森可成室、玉竜寺四世。子に前田長種。

## 生涯
長定の前田家は尾張国海東郡の土豪であり、代々の当主は与十郎を称した。与十郎家は、前田城、下之一色城を有し、前田利家の本家筋にあたるといわれる。天文13年（1544年）には、荒子城も有しており、林秀貞、林通具の与力として織田家に仕えた。
弘治2年（1556年）、稲生の戦いにおいて林通具が討死すると、織田信長により荒子城一帯の領地は没収され前田利春に与えられた。
前田長定は織田家重臣・佐久間信盛に仕え、本能寺の変ののちは、信盛の子・佐久間信栄のもと織田信雄に仕えた。
天正12年（1584年）の小牧・長久手の戦いでは、滝川一益の誘いにより羽柴秀吉陣営に寝返り、同年6月16日、蟹江城から佐久間信辰を追放、滝川の兵と共に蟹江城に籠城した。しかし織田信雄・徳川家康の連合軍に攻められ開城した（蟹江城合戦）。翌7月3日、妻子と共に船で城から退去したところ、徳川家康の命により妻子共々殺害された。
本拠の下之一色城にいた長種は降伏し、加賀の前田家を頼り落ち延びた。